# ユゴ 大統領有故
『ユゴ 大統領有故』（ゆご だいとうりょうゆご、原題：그때 그사람들）は2005年の韓国映画。イム・サンス監督・脚本。配信サイトでは『その時の人達〜有故、大統領〜』の題で配信されている。
朴正煕暗殺事件を描いたブラック・コメディで、原題の「그때 그사람들（→その時その人たち）」の由来は、暗殺現場に居合わせた歌手シム・スボン（沈守峰）のヒット曲「그때 그사람（→その時その人）」から。

## キャスト
【】内は実際の事件における氏名
- チュ課長【朴善浩（朝鮮語版）】：ハン・ソッキュ
- キム・ジェギュ（金載圭）部長：ペク・ユンシク
- 女子大生シン・ジェスン（申才順）（朝鮮語版）：チョ・ウンジ
- 女性歌手シム・スボン（沈守峰）：キム・ユナ
- チュ課長の部下クォン・ヨンジョ【李基柱】：イ・ジェグ
- チュ課長の運転手ウォン・サンウク【柳成玉】：キム・ソンウク
- 執事シム・サンヒョ：チョ・サンゴン
- パク・チョンヒ（朴正煕）大統領閣下：ソン・ジェホ
- ミン大佐【朴興柱（朝鮮語版）】：キム・ウンス
- チャ・ジチョル（車智澈）警護室長：チョン・ウォンジュン
- キム・ゲウォン（金桂元）秘書室長：クォン・ビョンギル
- ハン・ジェグク：チョン・ウ（朝鮮語版）
- ユニの母：ユン・ヨジョン
- チャン・ウォンテ：キム・サンホ

## スタッフ
- 監督・脚本：イム・サンス
- 製作：シム・ジェミョン、シ・チョル
- 音楽：キム・ホンジプ
- 撮影：キム・ウヒョン
- 美術：イ・ミンボク

## エピソード
暗殺事件の舞台となった宴席でシム・スボン役のキム・ユナが日本語で美空ひばりの「悲しい酒」と都はるみの「北の宿から」を弾き語るシーンがあるが、実際には2曲とも歌っておらず、朴大統領が日本の演歌好きだという逸話から脚色されたものである。
また、劇中では日本語で「あの、演歌上手い子いるだろ？スボン、今日はあの子の歌聴きたいね」とリクエストする場面も描かれている。